# Pycnoclavella producta
Pycnoclavella producta is een zakpijpensoort uit de familie van de Clavelinidae. De wetenschappelijke naam van de soort is, als Clavelina producta, voor het eerst geldig gepubliceerd in 1841 door Henri Milne-Edwards.